# Nome templare
I nomi templari si usano comunemente per denominare la maggior parte dei sovrani cinesi, coreani (periodi Goryeo e Joseon) e vietnamiti (dinastie quali Tran, Ly e Le).
Non si dovrebbero confondere con i nomi delle ere. In confronto ai nomi postumi, l'uso dei nomi templari è più esclusivo. In Cina entrambi i titoli venivano concessi dopo la morte ad un re o imperatore, ma diversamente dal nome postumo, spesso elaborato, un nome templare è composto sempre da due soli caratteri:
1. un aggettivo: scelto per riflettere le circostanze del regno dell'imperatore (come "Marziale" o "Deplorevole"). Il vocabolario si sovrappone a quello degli aggettivi dei titoli postumi, ma per uno stesso imperatore il carattere dell'aggettivo del nome templare di solito non ripete uno dei molti caratteri degli aggettivi nel suo nome postumo. L'eccezione consueta è "Filiale". I fondatori delle dinastie sono quasi sempre appellati o "Alto" (高) o "Grande" (太).
2. "imperatore": o zǔ (祖) o zōng (宗).
  - Zu ("avo") implica un progenitore, un fondatore o di una dinastia o di un nuovo ramo all'interno di una esistente. L'equivalente nella nobiltà coreana è jo (조) e tổ in vietnamita.
  - Zong ("antenato") si usa per tutti gli altri sovrani. È jong (종) in coreano e tông in vietnamita.

L'aggettivo "templare" si riferisce al "grande tempio" (太廟), chiamato anche "tempio ancestrale" (祖廟), dove i principi della corona e gli altri membri delle famiglie reali si riunivano per venerare i loro antenati. È sulle tavolette ancestrali del grande tempio, che sono scritti i nomi templari del sovrano.
In Cina, i nomi templari furono assegnati sporadicamente durante la dinastia Han e regolarmente solo a partire dalla dinastia Tang. Ad alcuni imperatori Han i loro nomi templari furono addirittura permanentemente rimossi dai loro discendenti nel 190. Il nome templare è il modo abituale di riferirsi agli imperatori dalla dinastia Tang fino alla dinastia Ming (non inclusa). Per le dinastie Ming e Qing (dal 1368), invece, furono utilizzati i nomi delle ere.
In Corea, i nomi templari si usano per riferirsi ai re del primo Goryeo (fino al 1274), nonché ai re de imperatori della dinastia Joseon. Per l'impero coreano (1897-1910), si dovrebbero impiegare i nomi delle ere, ma invece si usano spesso i nomi templari.
In Vietnam, la maggior parte dei sovrani sono noti mediante i loro nomi templari, ad eccezione delle dinastie Nguyen and Tay Son, che sono note mediante i loro nomi delle ere.